# ベター・デイズ・カミン
『ベター・デイズ・カミン』（Better Days Comin'）は、アメリカ合衆国のヘヴィメタル・バンド、ウィンガーが2014年に発表した通算6作目、再結成後としては3作目のスタジオ・アルバム。

## 背景
前作『カーマ』（2009年）収録曲「ディール・ウィズ・ザ・デヴィル」のソングライティングに関与したドニー・パーネル（元Kix）が、本作ではキップ・ウィンガー、レブ・ビーチと4曲を共作した。レブ・ビーチは『ギター・ワールド』誌のインタビューにおいて、本作の音楽性を「僕達が前に出した2作、『IV』と『カーマ』を合わせたようなもの」「"Tin Soldier"という曲はとてもプログレッシブで、"Rat Race"や"Midnight Driver of a Love Machine"といった『カーマ』的なロック・ソングもある」と説明している。
日本初回盤(MICP-11146)にはタイトル曲のリミックス・ヴァージョンがボーナス・トラックとして追加され、2014年11月19日に日本独自企画として発売されたツアー・エディション盤(MICP-30058)は、更にライヴ音源2曲も追加され14曲入りとなった。

## 反響・評価
母国アメリカでは『プル』（1993年）以来21年ぶりにBillboard 200入りを果たし、85位に達した。また、『ビルボード』のハード・ロック・アルバム・チャートでは4位、ロック・アルバム・チャートでは21位を記録。
Stephen Thomas Erlewineはオールミュージックにおいて5点満点中3.5点を付け「懐古と技巧の、考え抜かれたブレンド」と評している。

## 収録曲
特記なき楽曲はキップ・ウィンガー、レブ・ビーチ、ドニー・パーネルの共作。
1. ミッドナイト・ドライヴァー・オヴ・ア・ラヴ・マシーン - "Midnight Driver of a Love Machine" - 4:14
2. クイーン・バビロン - "Queen Babylon" - 4:31
3. ラット・レース - "Rat Race" - 3:37
4. ベター・デイズ・カミン - "Better Days Comin'" (Kip Winger, Reb Beach) - 3:32
5. ティン・ソルジャー - "Tin Soldier" - 3:49
6. エヴァー・ワンダー - "Ever Wonder" (K. Winger) - 6:52
7. ソー・ロング・チャイナ - "So Long China" (K. Winger, R. Beach, John Roth, Stephanie Lewis) - 4:17
8. ストーム・イン・ミー - "Storm in Me" (K. Winger, R. Beach, J. Roth) - 4:42
9. ビー・フー・ユー・アー・ナウ - "Be Who You Are Now" (K. Winger, R. Beach, Mark Hudson) - 5:11
10. アナザー・ビューティフル・デイ - "Another Beautiful Day" (K. Winger, R. Beach, John Goodwin) - 3:15
11. アウト・オヴ・ディス・ワールド - "Out of This World" (K. Winger, R. Beach, Paula Winger) - 6:41

### 日本盤ボーナス・トラック
1. ベター・デイズ・カミン（ストーナー・リミックス・ヴァージョン） - "Better Days Comin' (Stoner Re-Mix)" (K. Winger, R. Beach) - 3:31
2. プル・ミー・アンダー（ライヴ） - "Pull Me Under (Live at Download fes. 2014)" (K. Winger, R. Beach, Dann Huff) - 3:51
3. ストーン・コールド・キラー（ライヴ） - "Stone Cold Killer (Live at Download fes. 2014)" (K. Winger, R. Beach) - 2:51

## 参加ミュージシャン
- キップ・ウィンガー - ボーカル、ベース、キーボード、アコースティック・ギター
- レブ・ビーチ - ギター、バッキング・ボーカル
- ジョン・ロス - ギター、バッキング・ボーカル
- ロッド・モーゲンスタイン - ドラムス

アディショナル・ミュージシャン
- センク・エログル - キーボード、エフェクト
- Marco Giovino - パーカッション(on 4.)
- ポーラ・ウィンガー - ボーカル(on 7.)
- ジギー - バーキング(on 12.)